# Lothar Claesges
Lothar Claesges (Krefeld, 3 de julio de 1942-Krefeld, 12 de noviembre de 2021) fue un deportista alemán que compitió para la RFA en ciclismo en la modalidad de pista, especialista en la prueba de persecución por equipos.
Participó en los Juegos Olímpicos de Tokio 1964, obteniendo una medalla de oro en la prueba de persecución por equipos (junto con Ernst Streng, Karl-Heinz Henrichs y Karl Link) y el sexto lugar en el kilómetro contrarreloj.
Ganó tres medallas en el Campeonato Mundial de Ciclismo en Pista entre los años 1962 y 1964.

## Medallero internacional
| Representando al Equipo Alemán Unificado |                   |                  |                             |
| Juegos Olímpicos                         |                   |                  |                             |
| Año                                      | Lugar             | Medalla          | Competición                 |
| 1964                                     | Tokio (Japón)     | Medalla de oro   | Persecución por equipos     |
| Representando a la RFA                   |                   |                  |                             |
| Campeonato Mundial                       |                   |                  |                             |
| Año                                      | Lugar             | Medalla          | Competición                 |
| 1962                                     | Milán (Italia)    | Medalla de oro   | Persecución por equipos (A) |
| 1963                                     | Rocourt (Bélgica) | Medalla de plata | Persecución por equipos (A) |
| 1964                                     | París (Francia)   | Medalla de oro   | Persecución por equipos (A) |